# ويليام جيمس باترسون
ويليام جيمس باترسون (بالإنجليزية: William James Patterson)‏ هو جندي أمريكي، ولد في 7 فبراير 1838 في جزيرة أيرلندا في المملكة المتحدة، وتوفي في 6 نوفمبر 1926 في بيتسبرغ في الولايات المتحدة.